# Philemon brassi
Philemon brassi é uma espécie de ave da família Meliphagidae.
É endémica da Nova Guiné Ocidental.
Os seus habitats naturais são: florestas subtropicais ou tropicais húmidas de baixa altitude e pântanos.
Está ameaçada por perda de habitat.